# Marek Inglot
Marek Andrzej Inglot SJ (ur. 25 marca 1961 w Brzozowie) – polski duchowny katolicki, Jezuita, profesor zwyczajny na Uniwersytecie Gregoriańskim, od 2023 przewodniczący Papieskiego Komitetu Nauk Historycznych.

## Życiorys
29 czerwca 1988 otrzymał święcenia kapłańskie w zakonie jezuitów, zaś 22 sierpnia 1997 złożył w tym zakonie śluby wieczyste. Po święceniach odbył studia z historii Kościoła na Papieskim Uniwersytecie Gregoriańskim (ukończone doktoratem w 1995), a w 1993 objął funkcję wykładowcy tego przedmiotu na Wydziale Historii i Dóbr Kultury tegoż uniwersytetu.
14 września 2023 został mianowany przez papieża Franciszka przewodniczącym Papieskiego Komitetu Nauk Historycznych, zastępując odchodzącego na emeryturę Bernarda Ardura.